# Urophora repeteki
Urophora repeteki är en tvåvingeart som först beskrevs av Munro 1934.  Urophora repeteki ingår i släktet Urophora och familjen borrflugor. Inga underarter finns listade i Catalogue of Life.